# Rocroi

Rocroi este o comună în departamentul Ardennes din nordul Franței. În 1 ianuarie 2022 avea o populație de 2.256 de locuitori.